# EBCプライムフライデー
『EBCプライムフライデー』（ラテン文字表記：EBC PRIME Friday）は、テレビ愛媛で2018年12月21日まで毎週金曜日（16:48 - 19:00）に放送されていた夕方のニュース・情報番組である。略称および番組タイトルコールは『PRIME』。

## 概要
2018年4月6日から放送開始。それまで放送されていた『つながるワイド ほーなん。』の放送時間移動に伴う後継番組である。16・17時台は、東京からの『プライムニュース イブニング』任意ネット枠を内包しつつ、17:12ごろからのローカル枠では、生活に密着した内容のニュース・特集に特化して放送。18時台は全国ニュースと県内ニュースを月 - 木曜日の『EBCプライムニュース』と同様に放送していた。『EBCプライムニュース』のリニューアルに合わせて、統合される形で2018年12月21日放送を以って終了。17時台で放送されていたコーナーの一部は不定期放送化する形で『EBCプライムニュース』および後継の『EBC Live News』内で放送されている。
- カラーリング：

PRIMEFriday
上の段に『PRIME』下の段に『Friday』と表記。

## 放送時間
- 金曜日 16:48 - 19:00（132分）
  - 16:50 - 17:12.30・17:53 - 18:14・18:50 - 19:00はフジテレビから『プライムニュース イブニング』をネット。

## 出演者
- 長島幸雄（タレント）
- 橋本利恵（テレビ愛媛アナウンサー）

長島は16・17時台のみの出演。18時台は月 - 木曜日と同様EBCプライムニュースキャスター陣が出演するが、橋本は同番組のフィールドキャスターを兼務している関係で、18時台にも事前収録のリポートVTR等の形で登場するケースがあった。

### 使用曲
| 期間                | 曲名                                          | 備考 |
| ------------------- | --------------------------------------------- | ---- |
| 2018年4月2日 - 現在 | 「Prime evening メインテーマ」 作曲：亀田誠治 |      |